# Sustancia perforada anterior
La sustancia perforada anterior (también, espacio perforado anterior) es una superficie ubicada a cada lado de la cara inferior del cerebro, por delante del mesencefalo, entre el pedúnculo del cuerpo calloso, la cintilla óptica y la raíz blanca del nervio olfatorio, cubierta por una lámina de sustancia gris perforada por gran número de vasos.